# 입헌군주제
입헌군주제(立憲君主制)란 헌법 체계 아래서 세습되거나 선임된 군주를 인정하는 정부 형태이다. 즉 정치적 군주의 권력이 헌법에 의하여 제한을 받는 군주제가 입헌군주제다. 현대의 입헌군주제는 보통 권력 분립의 개념을 충족하며, 군주는 국가원수의 역할을 한다. 군주가 절대적인 권력을 가지는 전제군주제에서의 법률과 입헌군주제에서의 법률은 보통 상당히 다른 양상을 보인다.
오늘날의 입헌군주제는 거의 대부분 간접 민주제와 혼합되어 있고, 나라의 주권은 국민에게 있다는 주권 이론을 내세우기도 한다. 군주는 국가의 수장이기도 하다.
비록 현재의 입헌군주제가 대개 민주주의를 표방하고 있지만, 역사적으로 보면 항상 그러했던 것은 아니다. 이탈리아, 스페인과 같이 군주제와 헌법이 공존하던 나라에서 권력자의 독재가 이루어지기도 했으며, 태국과 같이 정부가 군부 독재 치하에 있었던 경우도 있다.
사실 타국에 비하면 세력을 온전히 보존하여 황제를 비롯하여 귀족들이 전부 강했던 러시아 제국이나 독일 제국도 입헌군주제였으며 대영제국이나 일본 제국도 입헌군주제를 표방했다.

## 외형적 입헌제
외형적 입헌제(外形的立憲制)는 외형적으로는 입헌정치의 형태를 취하면서 실질적으로는 그것을 부정하는 통치형태이다. 국왕이 절대적 권력을 갖고 그것을 행사하는 행정관료의 우위성을 보장한다. 입법권은 국민에게 없으며 의회는 관료정치의 부속물로서 국왕에게 종속한다. 이것은 입헌주의를 부정하고 절대적인 군주지배를 은폐하는 것이다. 1849년의 프로이센 헌법이나 일본 메이지헌법이 그것을 제도화한 것이다. 영국 역시 명예혁명 내용이 왕이 많이 약해졌으며 귀족이 약해지고 젠트리가 더 강해진 게 끝이라 대중에게 투표권조차 없었다.

## 현재 입헌군주국 목록

### 아시아
- 말레이시아
- 바레인
- 부탄
- 요르단
- 일본
- 카타르
- 캄보디아
- 쿠웨이트
- 태국

### 아프리카
- 레소토
- 모로코

### 유럽
- 네덜란드
- 노르웨이
- 덴마크
- 룩셈부르크
- 리히텐슈타인
- 모나코
- 벨기에
- 스웨덴
- 스페인
- 영국

### 영국 연방의 입헌군주국
영연방 왕국은 영연방 가맹국 가운데 영국의 국왕을 국가원수로 하는 나라들로, 이들 나라에는 국가원수를 대리하는 총독이 있다.
- 그레나다
- 뉴질랜드
- 바하마
- 벨리즈
- 세인트루시아
- 세인트빈센트 그레나딘
- 세인트키츠 네비스
- 솔로몬 제도
- 앤티가 바부다
- 오스트레일리아
- 자메이카
- 캐나다
- 투발루
- 파푸아뉴기니

## 같이 보기
- 전제군주제
- 선거군주제